# Tit for Tat
Tit for Tat ist eine englische Redewendung, die zuerst im 16. Jahrhundert in der Form „tip for tap“ belegt ist. Beide Wörter sind in der Bedeutung Schlag, Stubser zu verstehen. Die Redewendung kann grob mit „Wie du mir, so ich dir“ oder Auge um Auge übersetzt werden.
In der Spieltheorie bezeichnet „Tit for Tat“ eine auf dem Prinzip der Reziprozität aufbauende Strategie für iterierte Gefangenendilemmata. Ein Spieler, der die Tit-for-Tat-Strategie anwendet, beginnt die Interaktion mit einem kooperativen („freundlichen“) Spielzug. Danach macht ein Tit-for-Tat-Spieler jeweils den letzten Zug des anderen Spielers nach. Formal wurde diese Strategie bereits in den 1960er Jahren von Anatol Rapoport erarbeitet. Bekannt als „Tit for Tat“ wurde sie einer breiten Öffentlichkeit durch das Buch Die Evolution der Kooperation von Robert Axelrod, in dem er einen großen Erfolg dieser Strategie in einem Zweipersonen-Wettkampf bei einem Computer-Turnier beschreibt.

## Begriffsklärung und Eigenschaften
In der Spieltheorie bezeichnet Tit for Tat die Strategie eines Spielers, der in einem fortgesetzten Spiel im ersten Zug kooperiert (sich „freundlich“ verhält) und danach genauso handelt wie der Gegenspieler in der vorausgehenden Spielrunde. Hat der Gegenspieler zuvor kooperiert, so kooperiert auch der Tit-for-Tat-Spieler. Hat der Gegenspieler in der Vorrunde hingegen defektiert (ein Defektor reagiert „unfreundlich“), so antwortet der Tit-for-Tat-Spieler (zur Vergeltung) ebenfalls mit Defektion.
Die von Anatol Rapoport formulierte Tit-for-Tat-Strategie beinhaltet nicht nur das gerade dargestellte Prinzip der Reziprozität bzw. des Talions „Auge um Auge, Zahn um Zahn: Tue anderen so, wie sie dir getan haben“, sondern auch der beschränkten Vergeltung, um Strafen gering und Belohnungen hoch zu halten, unabhängig davon, wie das Gegenüber sich verhält. Die Strategie hat außerdem die Regel, zu Beginn einer Interaktion auf jeden Fall kooperativ zu handeln. Tit for Tat ist daher eine freundliche Strategie. Wenn zwei Tit-for-Tat-Spieler aufeinander treffen, kooperieren sie immer.
Das Potenzial der Tit-for-Tat-Strategie wurde in einem vielbeachteten Computer-Experiment von Robert Axelrod deutlich. Dabei bat Axelrod Wissenschaftler verschiedener Fachrichtungen, ihm Strategien mitzuteilen, die in Form von Verhaltensregeln die Entscheidungen innerhalb eines wiederholten Gefangenendilemmas bestimmen sollten. Mit diesen Strategien simulierte Axelrod ein Turnier, bei dem jeder Spieler wiederholt gegen jeden anderen antrat. Unter verschiedenen Versuchsbedingungen setzte sich immer wieder Tit for Tat als eine der erfolgreichsten Strategien durch.
In einem wiederholten Gefangenendilemma über mehrere Runden kann ein Spieler mit der Anwendung der Tit-for-Tat-Strategie nie besser abschneiden als der jeweilige Gegenspieler, da ja immer dessen Züge nachgemacht werden. Der maximale Rückstand auf den Gegenspieler ist dafür verhältnismäßig klein. Wenn der andere ebenfalls Tit for Tat spielt (oder eine andere Strategie, die auf Freundlichkeit immer freundlich reagiert), entsteht kein Rückstand, da dann beide Spieler genau gleichmäßig Kooperationsgewinne einstreichen. In einem Spiel mit mehreren Mitspielern dagegen schneidet man in vielen Fällen besser ab als Spieler mit anderen Strategien, da sich dort Kooperation bezahlt macht, die Tit-for-Tat-Strategie sich aber zugleich nicht „ausbeuten“ lässt. Die Strategie „Kooperiere immer“ schneidet hingegen bei unfreundlichen Gegenspielern oder in gemischten Interaktionsgruppen deutlich schlechter ab, da sie sich ausbeuten lässt.
Nach Axelrod erfüllt Tit for Tat vier Eigenschaften, die jede Strategie im wiederholten Gefangenendilemma besitzen muss, die wirkungsvoll sein soll:
- Klarheit
- Nachsichtigkeit
- Nettigkeit
- Provozierbarkeit

Tit for Tat ist klar und einfach, da sie aus nur zwei sehr einfachen Regeln besteht. Die Strategie ist „nett“, insofern jede Interaktion freundlich beginnt. Sie ist provozierbar, das heißt, sie lässt unfreundliches Verhalten eines Gegenspielers nicht unbestraft. Und sie ist nachsichtig, denn sie reagiert nicht nachtragend und ist bereit, die Kooperation wieder aufzunehmen.
Die Tit-for-Tat-Strategie ist beim iterierten Gefangenendilemma sehr anfällig selbst für geringste Störungen, da ein einziges Missverständnis auf unbestimmte Zeit widerhallen kann. Diese Schwäche versuchen weiterentwickelte Strategien zu überwinden.

## Vergleichbare Maximen
„Tit for Tat“ geht als spieltheoretische Strategie auf Anatol Rapoport zurück. Kulturgeschichtlich lassen sich vergleichbare Maximen finden. In der isländischen Hávamál, einem Teil der Edda, findet sich diese Regel:

„Der Freund soll dem Freunde Freundschaft gewähren
 Und Gabe gelten mit Gabe.
 Hohn mit Hohn soll der Held erwidern,
 Und Losheit mit Lüge.“

Das historische Talion strebt ein Gleichgewicht zwischen dem Schaden an, den das Opfer einer Tat erleidet, und dem Schaden, mit der Täter gestraft werden soll. Ein Gleichgewicht von Leistung und Gegenleistung fordert die Quid-pro-quo-Regel.

## Tit for Tat im wiederholten Gefangenendilemma
Tit for Tat wurde als erfolgreiche Strategie im wiederholten Gefangenendilemma bekannt. Dabei stehen zwei Angeklagte vor einer schweren Entscheidung, denn das Urteil über ihre Schuld oder Unschuld wird nach strengen Regeln gefällt. Verrät nur einer der beiden den anderen, so wandert der Verratene für fünf Jahre hinter Gitter. Der Verräter jedoch wird freigesprochen und erhält zusätzlich noch eine Belohnung. Verraten einander beide gegenseitig, müssen beide für drei Jahre in den Knast. Und verrät keiner den anderen, werden beide freigesprochen. Allerdings bekommt dann keiner von ihnen eine Belohnung.
Wenn man nur eine einzelne dieser Entscheidungen betrachtet, wäre die Sache einfach: Jeder Angeklagte würde annehmen, dass der andere den größtmöglichen Gewinn wählt: die Freiheit und das Geld. Das Resultat wäre damit klar: Beide würden einander verraten und wanderten ins Gefängnis.
Werden die beiden Gefangenen wiederholt vor diese Entscheidung gestellt und ist beiden die jeweils vorherige Entscheidung des anderen bekannt, gibt es verschiedene Strategien, um das Spiel erfolgreich zu durchlaufen. Tit for Tat ist dabei eine der erfolgreichsten.
In diesem Beispiel bedeutet das, dass einer der Gefangenen generell kooperativ in das Spiel geht und dem anderen Teilnehmer hilft, indem er schweigt. Sollte der andere Gefangene nun nicht schweigen, so rächt sich der Tit-for-Tat-Spielende in der folgenden Runde, indem er auch nicht schweigt. Allerdings ist er bereit, sofort zu vergessen, wenn sich der Mitspieler bessert und wieder kooperativ spielt. In der nächsten Runde wird er auch wieder kooperativ spielen.

## Diskussion praktischer Anwendungen

### Kommunikationsverbot?
Das wiederholte Gefangenendilemma, bei dem Tit for Tat durchschnittlich gut abschneidet, setzt extreme Spielregeln in einer extremen Situation. Ob eine reale Handlungssituation ausreichend genau als wiederholtes Gefangenendilemma interpretiert werden kann, ist jedoch nicht immer klar. So besteht die einzige „Kommunikation“ der beiden Spieler darin, dass sie jeweils die vorherige Entscheidung des anderen kennen. Die oft naheliegende Möglichkeit, sich mit dem andern explizit über ein kooperatives Verhalten zu verständigen, ist definitionsgemäß nicht möglich.

### Missverständnisse zwischen Großmächten
Zwei potenzielle Probleme von Tit for Tat sind die schnelle Provozierbarkeit sowie der Vergeltungsautomatismus der Strategie. So ist die Anwendung der Regel in Situationen gefährlich, in denen die Reaktion des Interaktionspartners nicht richtig erkannt oder interpretiert werden kann. Wird eine Aktion beispielsweise fälschlich als Defektion erkannt, ist ein Missverständnis aufgetreten. Aber auch eine fälschlich als unfreundlich erkannte Aktion löst bei einem Tit-for-Tat-Spieler sofort eine eigene unfreundliche Reaktion aus. Spielt auch der andere Spieler Tit for Tat, kann es aufgrund dieses einen Missverständnisses zum vollständigen Zusammenbruch der Kooperation kommen.
So wurde beispielsweise im Jahre 1987 die amerikanische Botschaft in Moskau von sowjetischen Agenten abgehört und ausspioniert. Die USA verringerten daraufhin die Zahl der in Washington zugelassenen sowjetischen Diplomaten. Die Sowjets wiederum zogen die einheimischen Hilfskräfte von der Moskauer US-Botschaft zurück und verlangten eine Verkleinerung der amerikanischen Delegation. Im Ergebnis wurde es für beide Seiten schwieriger, ihrer diplomatischen Tätigkeit nachzugehen.
Dieser Beschreibung der Ereignisse zufolge hatten die Russen nicht Tit for Tat „gespielt“, da sie mit einem unfreundlichen „Zug“ begannen. Die US-Amerikaner interpretierten die „Verwanzung“ ihrer Botschaft als unfreundlichen Akt, dem sie eine Vergeltung im Sinne des Tit for Tat folgen ließen. Vielleicht lag jedoch ein Missverständnis vor: Die Russen interpretierten das einseitige Verlangen der USA, die Anzahl russischer Diplomaten zu verringern, als (erste) Defektion und bestraften dieses Verhalten der USA. Liegen derartige Missverständnisse vor, kann sich wie im beschriebenen Fall eine Kettenreaktion defektiven Verhaltens ergeben. Soziologisch wird diese Form des Missverständnisses auch als Teufelskreis beschrieben.
In Situationen, in denen solche Missverständnisse auftreten können, ist die Strategie win-stay, lose-shift der Strategie "tit for tat" überlegen, da die Spieler aus einer Nichtkooperationschleife wieder in die Kooperation zurückkommen können.

## Abgeleitete Strategien
Tit for Tat bestraft bei Defektion auch Interaktionspartner, die sich zuvor über längere Zeit kooperativ verhalten haben. Beispielsweise angesichts der Möglichkeit von Missverständnissen ist eine Strategie denkbar, die diese freundliche Vorgeschichte berücksichtigt. Die Strategie könnte sich nachsichtig zeigen, wenn die Defektion eine Ausnahme zu sein scheint, und vergelten, wenn es als Regel erscheint. Tit for Tat kann als Strafe eingesetzt werden, wenn es den Anschein hat, dass die andere Seite einen selbst ausnutzen will.
Folgende Richtlinien sind dabei zu beachten:
1. Fangen Sie mit Kooperation an.
2. Verfolgen Sie genau, wie oft die andere Seite unfreundlich agiert, während Sie kooperieren.
3. Wenn der Anteil unfreundlichen Verhaltens zu hoch wird, kehren Sie zu Tit for Tat zurück.

Um den unzumutbaren Anteil des unfreundlichen Verhaltens festzulegen, werden kurz-, mittel- und langfristige Informationen über die Geschichte des Verhaltens der anderen Seite benötigt. Das bedeutet, dass man wissen muss, wie oft der Interaktionspartner in „jüngster Zeit“ kooperiert hat. Eine langfristige Betrachtung alleine reicht nicht aus. Wenn jemand über längere Zeit kooperativ war, heißt das noch nicht, dass er einen jetzt nicht ausnutzen wird.
Ein Beispiel einer solchen Strategie: Beginnen Sie mit Kooperation bis einer der folgenden Tests negativ ausfällt:
- Erster Eindruck: Unfreundliches Verhalten gleich beim ersten Zug. – Kehren Sie zu Tit for Tat zurück!
- Kurze Frist: Unfreundliches Verhalten in zwei von drei Runden. – Kehren Sie zu Tit for Tat zurück!
- Mittlere Frist: Unfreundliches Verhalten in drei aus den letzten 20 Runden. – Kehren Sie zu Tit for Tat zurück!
- Lange Frist: Unfreundliches Verhalten in fünf der letzten 100 Runden. – Kehren Sie zu Tit for Tat zurück!

Die Bestrafung durch Tit for Tat muss sich nicht endlos fortziehen. Handelt es sich um die erste Verletzung von einem dieser vier Tests, dann kehren Sie nach circa 20 Perioden des Tit-for-Tat-Echos mit abwechselnd unfreundlichem Verhalten wieder zur Kooperation zurück. Jedoch sollte die andere Seite auf Bewährung gesetzt werden. Das heißt, dass die Schwellen für erlaubtes Fehlverhalten im mittel- und langfristigen Test herabgesetzt werden sollten. Besteht die andere Seite die Bewährung 50 Perioden lang, kehren Sie zu den ursprünglichen Standards zurück. Wenn nicht, dann kehren Sie für immer zu Tit for Tat zurück.
Das wichtigste Prinzip besteht darin, nicht jedes unfreundliche Verhalten gleich zu bestrafen. Es müssen Vermutungen darüber angestellt werden, ob ein Missverständnis vorliegt, sei es auf der Seite des Gegners oder auf der eigenen. Die zusätzliche Nachsichtigkeit erlaubt den Gegnern zwar ein Wenig unfreundliches Verhalten, hat aber zur Folge, dass das Vertrauen, was bisher in diesen Gegner gesetzt wurde, gemindert wird. Unfreundlichkeit des Gegners schadet ihm weiterhin selbst.
Einen Nachteil besitzt diese Strategie: Tritt sie alleine gegen einen konsequenten Verräter an, so wird sich dieser durchsetzen. So ist es in der Realität extrem schwierig – beispielsweise aus einem Kriegszustand heraus – durch einen einseitigen Waffenstillstand die Einstellung einer gegnerischen Strafaktionen zu erreichen. Die vorgeschlagene „nachsichtige“ Strategie kann nur dann gewinnen, wenn sich auch andere freundliche Partner finden, die durch kooperatives Verhalten dafür sorgen, dass der (einmalige) Nachteil aus dem Verrat des konsequenten Verräters nach spätestens zwei gelungenen Kooperationen kompensiert wird.
Ein weiterer Nachteil ist die relativ komplexe Umsetzung der Strategie im Vergleich zur „einfachen und klaren“ Originalvariante von Tit for Tat. Eine einfachere, „nachsichtigere“ Strategie ist Tit for two Tats: Erst nach zweimaliger Defektion wird selbst unfreundlich reagiert, was wechselseitige Bestrafungen in der Interaktion mit anderen, weniger nachsichtigen Strategien vermeidet. Diese Strategie hätte in der ersten Runde des Computerturniers der RAND Corporation gegen Tit for Tat gewonnen, allerdings gab es bei späteren Turnieren aggressivere Strategien, welche die Gutmütigkeit von Tit for two Tats ausnutzen konnten. Der Vorteil der Strategie Tit for two Tats gegenüber Tit for Tat ist ihre geringere Anfälligkeit gegenüber Kommunikationsfehlern.